# Pulsatilla petteri
Pulsatilla petteri är en ranunkelväxtart som beskrevs av Günther von Mannagetta und Lërchenau Beck. Pulsatilla petteri ingår i släktet pulsatillor, och familjen ranunkelväxter. Inga underarter finns listade i Catalogue of Life.